# Vimek
Vimek är ett företag i Vindeln som tillverkar lätta till medeltunga skogsmaskiner för Cut To Length metoden. Vimeks skogsmaskiner är unika eftersom de är specialiserade för selektiv gallring av unga skogar och lämpliga använda i skogsbruk där produktion av sågtimmer är huvudinriktning. Eftersom maskinerna är konstruerade för att hantera mindre träd är de också mindre,  lättare och har mindre motorer än konventionella maskiner.  
Vimek har sitt ursprung i bolaget Vindelns Mekaniska (bildat 1934) som 1994 fusionerades med Idéservice AB till nuvarande bolaget.